# Classical Gas
"Classical Gas" is een instrumentaal muziekstuk, gecomponeerd door Mason Williams. Williams speelt gitaar met op de achtergrond een orkest. Het nummer werd uitgebracht op het album "The Mason Williams Phonograph Record" in 1968.

## Andere uitvoeringen
De Australische gitarist Tommy Emmanuel heeft dit nummer, met uiteraard zijn eigen twist, in zijn repertoire verwerkt. Een liveversie met meestergitarist Robbie van Leeuwen is te vinden op het Shocking Blue-album  "Live In Japan" - 1972. Het nummer is veel gebruikt op piratenzenders als tune, filler of voor commercials.

## NPO Radio 2 Top 2000
| Nummer met noteringen in de NPO Radio 2 Top 2000 | '99  | '00 | '01  |
| ------------------------------------------------ | ---- | --- | ---- |
| Classical Gas                                    | 1517 | -   | 1900 |

1. ↑  Een '-' betekent dat het nummer niet was genoteerd en een vetgedrukt getal geeft de hoogste notering aan.
2. ↑  Deze tabel is bijgewerkt tot en met de laatste editie (2024).